# Hartmut Ritzerfeld

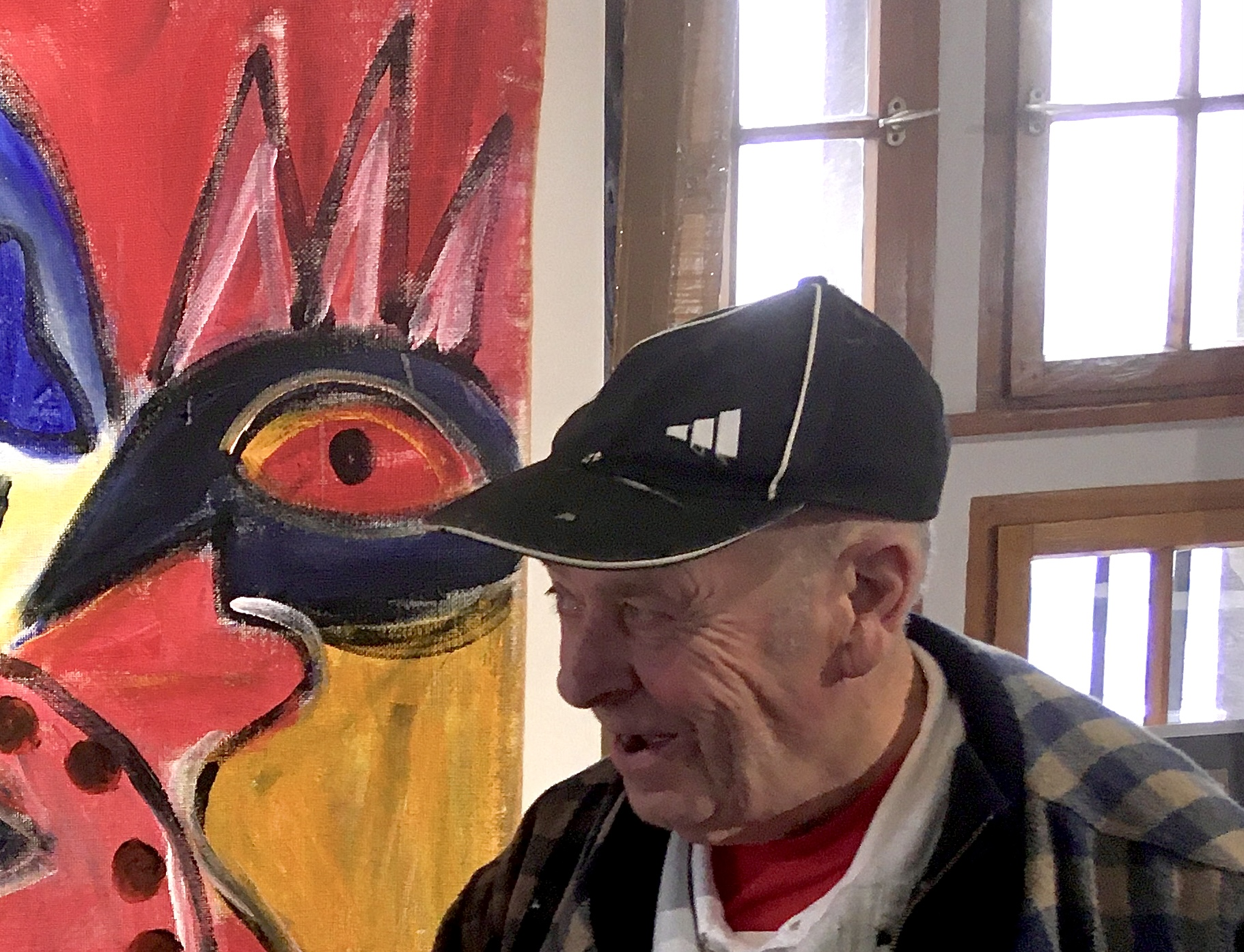
Hartmut Ritzerfeld (2023)

Hartmut „Hacky“ Ritzerfeld (* 7. Oktober 1950 in Stolberg-Büsbach; † 1. Januar 2024 in Stolberg) war ein deutscher Maler neoexpressiver figurativer Bilder.

## Leben
Hartmut Ritzerfeld wurde von 1965 bis 1968 zunächst als Schaufensterdekorateur ausgebildet, bevor er von 1969 bis 1976 an der Kunstakademie Düsseldorf bei Joseph Beuys (Malerei, Objekt- und Aktionskunst) und Karl Kneidl (Bühnenbild) studierte. 1975 wurde er Meisterschüler von Joseph Beuys. Danach folgte ein Studienaufenthalt in Zürich. Anschließend lebte er kurz in Aachen, bevor er zurück nach Stolberg ins elterliche Haus zog.
„Hacky“ machte 1968 erste ‚künstlerische Gehversuche‘ im Stile der Wiener Schule des phantastischen Realismus; Vorbild war der Wiener Maler Ernst Fuchs. Schon kurz danach erfolgte seine Hinwendung zum Expressionismus; bevorzugte Themen waren Porträts, Landschaften und Intérieurs. Als 20-Jähriger habe er Beuys im Fernsehen erleben können; eine Initialzündung, die Ritzerfeld bewog, sich bei Joseph Beuys zu bewerben. Gleich im ersten Jahr der „Beuys-Zeit“ erfolgte sein Kehrtwendung zum klassischen Stil der Düsseldorfer Schule, wobei vor allem Andreas Achenbach maßgeblich war. Über die metaphysische Malerei eines Carlo Carrà und die naive Bauernmalerei eines Mirko Virius gelangte er schließlich zur Malerei mit organischer Bestimmung. Dabei favorisierte er mehr und mehr architektonische Muster: „Ich malte, was in einer Stadt um mich herum vorging, und versuchte dies durch abstrakte Formen sichtbar zu machen“. Er fand seit dieser Zeit zu einer eigenständigen „Grammatik“, welche in ihrem Bildaufbau genauer ist als die der Neuen Wilden.
Ab 1994 hatte Ritzerfeld ein gemeinsames Atelier mit seiner Künstlerkollegin Angelika Kühnen, zunächst in Breinig, dann in Stolberg-Vicht (Europäischer Kunsthof Vicht) und seit 2012 in Stolberg-Büsbach (Europäischer Kunsthof). Ritzerfelds Arbeiten sind in zahlreichen Sammlungen und Museen vertreten, z. B. im Suermondt-Ludwig-Museum in Aachen, das unter anderem 2006 die Sammlung von Peter Lacroix mit zahlreichen Bildern von Ritzerfeld als Schenkung erhielt. Ein Teil seiner Werke übernahm später die „Sammlung Beumers“ im Haus zum Turm in Monschau.
Hartmut Ritzerfeld gehörte zusammen mit Win Braun sowie Emil Sorge und Franz-Bernd Becker zu den Gründern der Gruppe „Eifelmaler“.

Ritzerfeld wurde Anfang Dezember 2023 in Büsbach von einem PKW erfasst. Bei dem Verkehrsunfall zog er sich eine Platzwunde am Kopf, ein Schädel-Hirn-Trauma und einen Beckenbruch zu. Er starb am 1. Januar 2024 im Stolberger Bethlehem-Krankenhaus. Die Urne von Hartmut „Hacky“ Ritzerfeld wurde am 7. Februar 2024 unter großer Anteilnahme auf dem Friedhof Stolberg-Büsbach in einem Rasengrab beigesetzt.

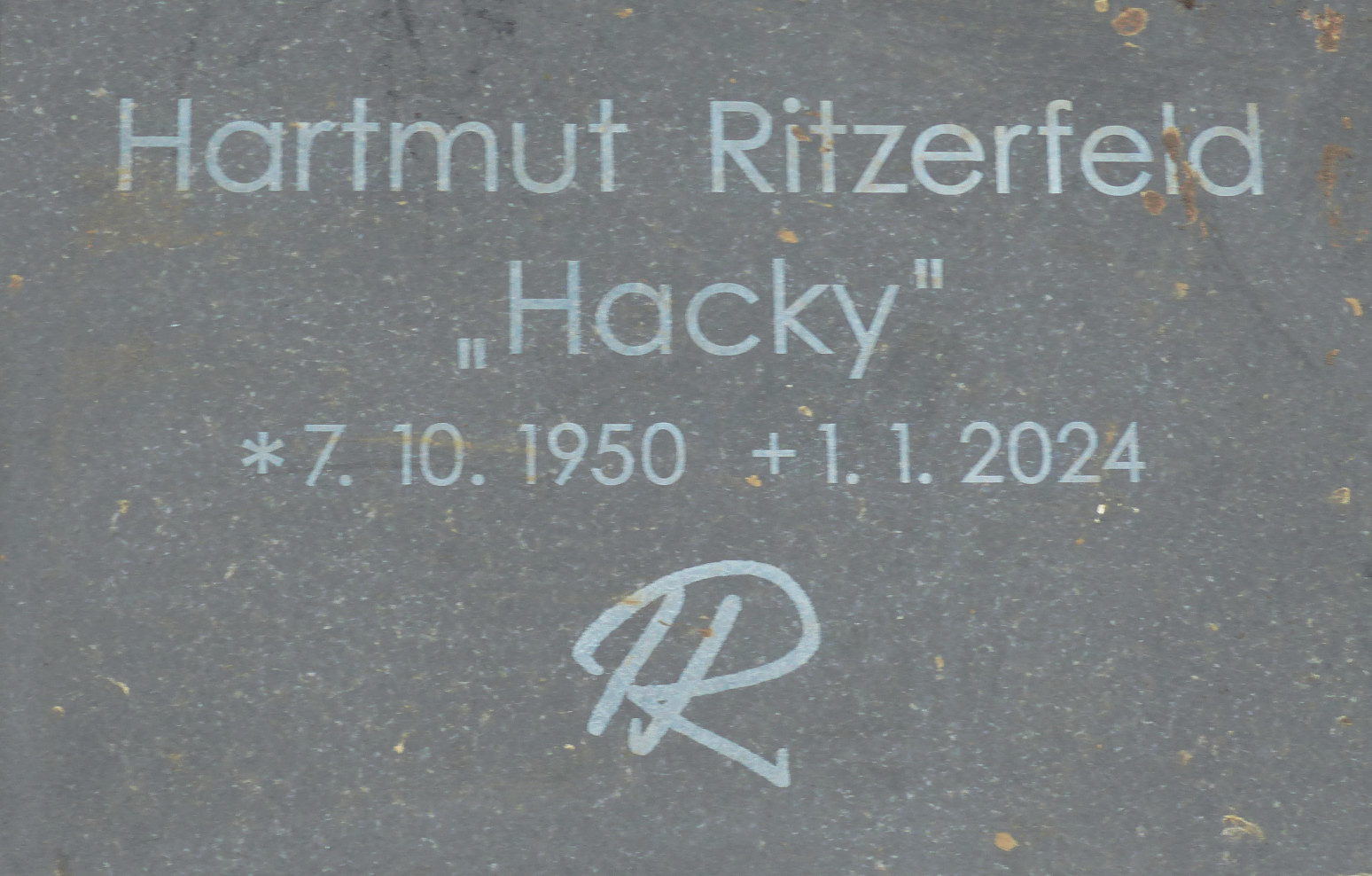
Grabplatte (2024)

## Ausstellungen
Arbeiten von Hartmut Ritzerfeld wurden in zahlreichen Ausstellungen vor allem in Deutschland gezeigt:
- 1972 Neue Galerie, Sammlung Ludwig, Aachen (Kolonnade)[10]
- 1976 Galerie Arno Kohnen, Düsseldorf
- 1986–1989 Leopold-Hoesch-Museum, Düren, Katalog
- 1986–1989 Neue Galerie, Sammlung Ludwig, Aachen
- 1988 Suermondt-Ludwig-Museum, Aachen
- 1988 Kunstmuseum Bonn
- 1988 Städtisches Museum Ulm
- 1988 Landesmuseum für Kunst- und Kulturgeschichte, Oldenburg
- 1988 Neue Galerie, Sammlung Murken, Meerbusch
- 1989 Museum Wiesbaden
- 1989–1998 Städtische Galerie Regensburg

- 1995–2000 Kunst und Breinig, Solberg
- 1993 Leopold-Hoesch-Museum, Düren
- 1997–1998 Ludwig Forum für internationale Kunst, Aachen
- 1998 Haubrichforum, Köln
- 1998 Kunsthalle Barmen
- 1998 Von der Heydt-Museum, Wuppertal
- 1998 Kunstmuseum Thun, Schweiz
- 1998 Städtische Galerie Albstadt
- 1999 Landgericht Aachen
- 1999 Städtische Galerie Aschaffenburg
- 1999 Städtische Galerie Delmenhorst, Haus Coburg
- 2000 Schloss Babenhausen, Hessischer Kulturverein
- 2000–2001 Städtisches Museum Leverkusen, Schloss Morsbroich
- 2001 Museum Zitadelle, Jülich
- 2002 Dorotheum-Palais, Wien, Österreich
- 2004 Museum Zinkhütter Hof, Stolberg
- 2004 Museumsinsel Lüttenheid, Klaus Groth Museum, Heide
- 2007 La otra Galerià, Port d’Andratx, Mallorca, Spanien
- 2007 Associacio Cultural, „Sa Taronja“, Port d’Andratx, Mallorca, Spanien
- 2008 Universitätsbibliothek der UNI Köln, Köln[11]
- 2008 Galerie Sommer, Graz, Österreich
- 2008 Galerie S, Aachen
- 2008 Planet Vivid Gallery, Frankfurt a. M.
- 2009 PostForum, Düren
- 2011 Universitätsbibliothek der LMU München, München[12]
- 2020 Burggalerie, Stolberg[13]
- 2024 Weltmarktführer für Kunstmarktinformationen,[14]
- 2024 Sammlung Felix und Herlinde Peltzer,[15]
- 2024 Universitätsbibliothek der RWTH Aachen, Aachen  Ritzerfeld-Ausstellung in der RWTH-Bibliothek